# Sychem
Sychem (Szechem, hebr. שכם) – ruiny starożytnego miasta izraelskiego w Samarii, w środkowej części Izraela. Miejsce wykopalisk archeologicznych – Tell Balata – znajduje się pod administracją Autonomii Palestyńskiej. W bezpośrednim sąsiedztwie znajduje się arabskie miasto Nablus.

## Historia

Położenie Sychem (ang. Shechem) na mapie podzielonego królestwa Izraela, IX w. p.n.e.

Początki osadnictwa w Sychem sięgają epoki neolitu. W II tysiącleciu p.n.e. było ważnym węzłem komunikacyjnym pomiędzy Egiptem i Arabią a Mezopotamią i Syrią. W starożytności Sychem był kananejskim miejscem kultu Baal Perita (Pana Przymierza). Znajdował się tam dąb More, z którego szumu liści wróżono.

### W Biblii
Sychem jest wielokrotnie wymieniane w Biblii. Pod miastem tym obozowisko swe miał założyć Abraham. W czasach Patriarchów zamieszkiwał je lud zwany Chiwwitami. Niedaleko Sychem osiadł wraz z rodziną patriarcha Jakub. Syn Chamora, ówczesnego księcia miasta, Sychem, miał dopuścić się gwałtu na córce Jakuba, Dinie, za co jej bracia, Lewi i Symeon, napadli na miasto i wymordowali wszystkich mężczyzn. Następnie pozostali synowie Jakuba je złupili. Miasto było co najmniej dwukrotnie zdobywane przez Egipcjan – pierwszy raz przez faraona Senusareta III w XIX w. p.n.e., po raz drugi ok. 1540 przez Amenhotepa I. W drugim wypadku miasto zostało odbudowane dopiero po ok. 100 latach.
Jozue odnowił dwukrotnie w Sychem przymierze z Jahwe: jest o tym mowa w Joz 8, 30-35 oraz Joz 24.
Po osiedleniu się Izraelitów było jednym z miast ucieczki. W mieście tym w okresie sędziów (XIII-XI wieku p.n.e.) Abimelek założył pierwsze izraelskie państwo.
Po podziale państwa (śmierci Salomona) była to pierwsza stolica izraelskiego króla Jeroboama I (kolejnymi były: Penuel, Tirsa i Samaria).
Od V wieku p.n.e. stanowiło ośrodek religijny Samarytan, zwłaszcza po zbudowaniu przez nich świątyni na górze Gerizim (zburzonej w 129 p.n.e. przez Jana I Hyrkana).

## Archeologia
Podczas wykopalisk w Sychem (1913–1914, 1926–1933 i od 1957) odkopano resztki cyklopowych murów obronnych sięgających 15 m wysokości, akropol oraz ruiny świątyni Baal Perita. Świątynia pełniła nie tylko rolę kultową, ale również obronną. Znajdowała się w pobliżu bramy miejskiej i posiadała mury grubości 5,2 m.